# قصعين أليف الجص
قصعين أليف الجص (الاسم العلمي:Salvia gypsophila) هو نوع من النباتات يتبع جنس القصعين من الفصيلة الشفوية.